# Списак споменика културе у Моравичком округу
Следи списак споменика културе у Моравичком округу.
| ИД      | Слика                                                                     | Назив                                                                     | Адреса                    | Координате                                     | Место                      | Градска општина | Општина         | Надлежни завод |
| ------- | ------------------------------------------------------------------------- | ------------------------------------------------------------------------- | ------------------------- | ---------------------------------------------- | -------------------------- | --------------- | --------------- | -------------- |
| СК 173  | Средњовековни град Острвица                                               | Средњовековни град Острвица                                               |                           | 44.169154°N 20.460099°E / 44.169154, 20.460099 | Заграђе (Горњи Милановац)  |                 | Горњи Милановац | КРАЉЕВО        |
| СК 185  | Манастир Јежевица                                                         | Манастир Јежевица                                                         | Јежевица                  | 43.813062°N 20.40088°E / 43.813062, 20.40088   | Бањица (Чачак)             |                 | Чачак           | КРАЉЕВО        |
| СК 188  | Манастир Враћевшница                                                      | Манастир Враћевшница                                                      |                           | 44.06807°N 20.600303°E / 44.06807, 20.600303   | Враћевшница                |                 | Горњи Милановац | КРАЉЕВО        |
| СК 197  | Црква брвнара у Љутовници                                                 | Црква брвнара у Љутовници                                                 | Љутовница                 | 44.082614°N 20.426683°E / 44.082614, 20.426683 | Љутовница                  |                 | Горњи Милановац | КРАЉЕВО        |
| СК 204  | Црква брвнара у Прањанима                                                 | Црква брвнара у Прањанима                                                 |                           | 44.012046°N 20.207373°E / 44.012046, 20.207373 | Прањани                    |                 | Горњи Милановац | КРАЉЕВО        |
| СК 371  | Манастир Никоље Кабларско                                                 | Манастир Никоље Кабларско                                                 |                           | 43.91023°N 20.206451°E / 43.91023, 20.206451   | Рошци                      |                 | Чачак           | КРАЉЕВО        |
| СК 372  | Манастир Благовештење (Каблар)                                            | Манастир Благовештење (Каблар)                                            |                           | 43.897413°N 20.184834°E / 43.897413, 20.184834 | Овчар Бања                 |                 | Чачак           | КРАЉЕВО        |
| СК 378  | Манастир Вујан                                                            | Манастир Вујан                                                            |                           | 43.977839°N 20.454133°E / 43.977839, 20.454133 | Прислоница                 |                 | Чачак           | КРАЉЕВО        |
| СК 380  | Црква Свете тројице у Горњем Милановцу                                    | Црква Свете тројице у Горњем Милановцу                                    | Војводе Мишића 3          | 44.024298°N 20.460651°E / 44.024298, 20.460651 | Горњи Милановац            |                 | Горњи Милановац | КРАЉЕВО        |
| СК 381  | Црква Светог Саве на Савинцу                                              | Црква Светог Саве на Савинцу                                              |                           | 44.025262°N 20.359124°E / 44.025262, 20.359124 | Шарани (Горњи Милановац)   |                 | Горњи Милановац | КРАЉЕВО        |
| СК 382  | Манастир Свете Тројице (Овчар)                                            | Манастир Свете Тројице (Овчар)                                            |                           | 43.892759°N 20.19883°E / 43.892759, 20.19883   | Дучаловићи                 |                 | Лучани          | КРАЉЕВО        |
| СК 383  | Црква Светог Николе у Брезови                                             | Црква Светог Николе у Брезови                                             |                           | 43.545189°N 20.070556°E / 43.545189, 20.070556 | Брезова (Ивањица)          |                 | Ивањица         | КРАЉЕВО        |
| СК 384  | Манастир Сретење (Овчар)                                                  | Манастир Сретење (Овчар)                                                  |                           | 43.895047°N 20.206254°E / 43.895047, 20.206254 | Дучаловићи                 |                 | Лучани          | КРАЉЕВО        |
| СК 389  | Зграда Окружног начелства у Горњем Милановцу                              | Зграда Окружног начелства у Горњем Милановцу                              | Трг Кнеза Михаила 1       | 44.024221°N 20.459073°E / 44.024221, 20.459073 | Горњи Милановац            |                 | Горњи Милановац | КРАЉЕВО        |
| СК 396  | Меморијални комплекс и споменик на Љубићу                                 | Меморијални комплекс и споменик на Љубићу                                 | Драгослава Бојића         | 43.914446°N 20.367031°E / 43.914446, 20.367031 | Љубић (Чачак)              |                 | Чачак           | КРАЉЕВО        |
| СК 399  | Аћимовића кућа                                                            | Аћимовића кућа                                                            | Жупана Страцимира 17      | 43.892647°N 20.350059°E / 43.892647, 20.350059 | Чачак                      |                 | Чачак           | КРАЉЕВО        |
| СК 403  | Зграда Окружног начелства у Чачку                                         | Зграда Окружног начелства у Чачку                                         | Господар Јованова 2       | 43.893107°N 20.348937°E / 43.893107, 20.348937 | Чачак                      |                 | Чачак           | КРАЉЕВО        |
| СК 478  | Кућа народног хероја Ратка Митровића                                      | Кућа народног хероја Ратка Митровића                                      | Војводе Степе 100         | 43.891371°N 20.342446°E / 43.891371, 20.342446 | Чачак                      |                 | Чачак           | КРАЉЕВО        |
| СК 484  | Господар Јованов конак                                                    | Господар Јованов конак                                                    | Цара Душана 2             | 43.893731°N 20.348847°E / 43.893731, 20.348847 | Чачак                      |                 | Чачак           | КРАЉЕВО        |
| СК 486  | Стара кућа у Чачку                                                        | Стара кућа у Чачку                                                        |                           | 43.894467°N 20.349812°E / 43.894467, 20.349812 | Чачак                      |                 | Чачак           | КРАЉЕВО        |
| СК 488  | Пошаљи фотографију                                                        | Кућа народног хероја Милице Павловић                                      |                           | 43.887377°N 20.342983°E / 43.887377, 20.342983 | Чачак                      |                 | Чачак           | КРАЉЕВО        |
| СК 489  | Кућа народног хероја Тихомира Матијевића                                  | Кућа народног хероја Тихомира Матијевића                                  |                           | 43.998711°N 20.478739°E / 43.998711, 20.478739 | Луњевица                   |                 | Горњи Милановац | КРАЉЕВО        |
| СК 490  | Кућа народног хероја Драгана Јевтића                                      | Кућа народног хероја Драгана Јевтића                                      | Карађорђева               | 44.025941°N 20.455114°E / 44.025941, 20.455114 | Горњи Милановац            |                 | Горњи Милановац | КРАЉЕВО        |
| СК 494  | Црква Преображења у Придворици                                            | Црква Преображења у Придворици                                            |                           | 43.47575°N 20.379399°E / 43.47575, 20.379399   | Придворица                 |                 | Ивањица         | КРАЉЕВО        |
| СК 497  | Манастир Трнава                                                           | Манастир Трнава                                                           |                           | 43.847094°N 20.386459°E / 43.847094, 20.386459 | Трнава (Чачак)             |                 | Чачак           | КРАЉЕВО        |
| СК 502  | Црква брвнара Св. Арханђела Гаврила у Такову                              | Црква брвнара Св. Арханђела Гаврила у Такову                              |                           | 44.047129°N 20.389444°E / 44.047129, 20.389444 | Таково (Горњи Милановац)   |                 | Горњи Милановац | КРАЉЕВО        |
| СК 503  | Римске терме у Чачку                                                      | Римске терме у Чачку                                                      | Трг устанка               | 43.891839°N 20.348653°E / 43.891839, 20.348653 | Чачак                      |                 | Чачак           | КРАЉЕВО        |
| СК 506  | Кућа породице Раичевић                                                    | Кућа породице Раичевић                                                    |                           | 44.0224°N 20.161089°E / 44.0224, 20.161089     | Дружетићи                  |                 | Горњи Милановац | КРАЉЕВО        |
| СК 508  | Црква Св. Николе у Косовици                                               | Црква Св. Николе у Косовици                                               |                           | 43.499538°N 20.189689°E / 43.499538, 20.189689 | Косовица                   |                 | Ивањица         | КРАЉЕВО        |
| СК 509  | Пошаљи фотографију                                                        | Градина Соколица                                                          |                           | 43.915331°N 20.502007°E / 43.915331, 20.502007 | Остра                      |                 | Чачак           | КРАЉЕВО        |
| СК 510  | Кућа Лужанина                                                             | Кућа Лужанина                                                             |                           | 43.942684°N 20.268009°E / 43.942684, 20.268009 | Миоковци                   |                 | Чачак           | КРАЉЕВО        |
| СК 520  | Кућа породице Ђорђевић                                                    | Кућа породице Ђорђевић                                                    | Рајићева 21               | 44.024444°N 20.461696°E / 44.024444, 20.461696 | Горњи Милановац            |                 | Горњи Милановац | КРАЉЕВО        |
| СК 522  | Железничка локомотива серије 85-005 са тендером                           | Железничка локомотива серије 85-005 са тендером                           | испред Железничке станице | 43.889948°N 20.355372°E / 43.889948, 20.355372 | Чачак                      |                 | Чачак           | КРАЉЕВО        |
| СК 529  | Кућа са зидним сликама Бранка Шотре                                       | Кућа са зидним сликама Бранка Шотре                                       |                           | 43.671845°N 20.343049°E / 43.671845, 20.343049 | Доњи Дубац                 |                 | Лучани          | КРАЉЕВО        |
| СК 530  | Гавровића чардак у Прањанима                                              | Гавровића чардак у Прањанима                                              |                           | 44.011987°N 20.207322°E / 44.011987, 20.207322 | Прањани                    |                 | Горњи Милановац | КРАЉЕВО        |
| СК 531  | Црква Рођења Пресвете Богородице у Горачићима                             | Црква Рођења Пресвете Богородице у Горачићима                             |                           | 43.803252°N 20.31007°E / 43.803252, 20.31007   | Горачићи                   |                 | Лучани          | КРАЉЕВО        |
| СК 532  | Пошаљи фотографију                                                        | Лазаревића чардак у Пријевору                                             |                           | 43.910477°N 20.277236°E / 43.910477, 20.277236 | Пријевор (Чачак)           |                 | Чачак           | КРАЉЕВО        |
| СК 535  | Црква Вазнесења Господњег у Чачку                                         | Црква Вазнесења Господњег у Чачку                                         | Цара Душана 2             | 43.893632°N 20.349232°E / 43.893632, 20.349232 | Чачак                      |                 | Чачак           | КРАЉЕВО        |
| СК 675  | Пошаљи фотографију                                                        | Виноградарски подрум у Атеници                                            |                           | 43.866852°N 20.368329°E / 43.866852, 20.368329 | Атеница                    |                 | Чачак           | КРАЉЕВО        |
| СК 891  | Кућа у којој је живео Венијамин Маринковић                                | Кућа у којој је живео Венијамин Маринковић                                |                           | 43.422614°N 20.379013°E / 43.422614, 20.379013 | Девићи                     |                 | Ивањица         | КРАЉЕВО        |
| СК 896  | Манастир Стјеник                                                          | Манастир Стјеник                                                          |                           | 43.814727°N 20.356719°E / 43.814727, 20.356719 | Бањица (Чачак)             |                 | Чачак           | КРАЉЕВО        |
| СК 901  | Кућа Алексе Пушељића                                                      | Кућа Алексе Пушељића                                                      | Маршала Тита 25           |                                                | Чачак                      |                 | Чачак           | КРАЉЕВО        |
| СК 902  | Кућа Радовановића                                                         | Кућа Радовановића                                                         |                           | 43.942962°N 20.267703°E / 43.942962, 20.267703 | Миоковци                   |                 | Чачак           | КРАЉЕВО        |
| СК 904  | Чолића кућа у Вранићима                                                   | Чолића кућа у Вранићима                                                   |                           | 43.938327°N 20.321739°E / 43.938327, 20.321739 | Вранићи (Чачак)            |                 | Чачак           | КРАЉЕВО        |
| СК 905  | Родна кућа мајора Гавриловића                                             | Родна кућа мајора Гавриловића                                             | Цара Лазара 6             | 43.887741°N 20.35178°E / 43.887741, 20.35178   | Чачак                      |                 | Чачак           | КРАЉЕВО        |
| СК 969  | Црква Светог Николе у Брусници                                            | Црква Светог Николе у Брусници                                            |                           | 44.015589°N 20.438375°E / 44.015589, 20.438375 | Брусница (Горњи Милановац) |                 | Горњи Милановац | КРАЉЕВО        |
| СК 970  | Манастир Јешевац                                                          | Манастир Јешевац                                                          |                           | 43.981077°N 20.555055°E / 43.981077, 20.555055 | Доња Врбава                |                 | Горњи Милановац | КРАЉЕВО        |
| СК 976  | Зграде у Господар Јовановој у Чачку                                       | Зграде у Господар Јовановој у Чачку                                       | Господар Јованова 7-9     |                                                | Чачак                      |                 | Чачак           | КРАЉЕВО        |
| СК 1062 | Гробље у Негришорима                                                      | Гробље у Негришорима                                                      |                           | 43.852479°N 20.184478°E / 43.852479, 20.184478 | Негришори                  |                 | Лучани          | КРАЉЕВО        |
| СК 1078 | Кућа Милоша Обреновића                                                    | Кућа Милоша Обреновића                                                    |                           | 44.07661°N 20.566958°E / 44.07661, 20.566958   | Горња Црнућа               |                 | Горњи Милановац | КРАЉЕВО        |
| СК 1121 | Црква Светог Кузмана и Дамјана у Остатији                                 | Црква Светог Кузмана и Дамјана у Остатији                                 |                           |                                                | Будожеља                   |                 | Ивањица         | КРАЉЕВО        |
| СК 1453 | Манастир Ковиље                                                           | Манастир Ковиље                                                           |                           | 43.415678°N 20.151645°E / 43.415678, 20.151645 | Смиљевац (Ивањица)         |                 | Ивањица         | КРАЉЕВО        |
| СК 1499 | Зграда Учитељског дома у Чачку                                            | Зграда Учитељског дома у Чачку                                            | Учитељска 8               | 43.892013°N 20.342961°E / 43.892013, 20.342961 | Чачак                      |                 | Чачак           | КРАЉЕВО        |
| СК 1502 | Црква Преображења у Дајићима                                              | Црква Преображења у Дајићима                                              |                           | 43.406887°N 20.296119°E / 43.406887, 20.296119 | Дајићи                     |                 | Ивањица         | КРАЉЕВО        |
| СК 1661 | Црква Покрова Пресвете Богородице у Миоковцима                            | Црква Покрова Пресвете Богородице у Миоковцима                            |                           | 43.942692°N 20.268014°E / 43.942692, 20.268014 | Миоковци                   |                 | Чачак           | КРАЉЕВО        |
| СК 1662 | Лапидаријум у Гучи                                                        | Лапидаријум у Гучи                                                        | Пионирска 7               | 43.77771°N 20.223424°E / 43.77771, 20.223424   | Гуча                       |                 | Лучани          | КРАЉЕВО        |
| СК 1663 | Градачки крст                                                             | Градачки крст                                                             |                           | 43.384061°N 20.32028°E / 43.384061, 20.32028   | Градац (Ивањица)           |                 | Ивањица         | КРАЉЕВО        |
| СК 1664 | Сеоски чардак у Слатини                                                   | Сеоски чардак у Слатини                                                   |                           | 43.811645°N 20.475594°E / 43.811645, 20.475594 | Слатина (Чачак)            |                 | Чачак           | КРАЉЕВО        |
| СК 1665 | Бојовића кућа у Прислоници                                                | Бојовића кућа у Прислоници                                                |                           | 43.950656°N 20.432761°E / 43.950656, 20.432761 | Прислоница                 |                 | Чачак           | КРАЉЕВО        |
| СК 1667 | Пошаљи фотографију                                                        | Метох манастира Сретење                                                   |                           | 43.895171°N 20.204391°E / 43.895171, 20.204391 | Паковраће                  |                 | Чачак           | КРАЉЕВО        |
| СК 1673 | Ерића кућа                                                                | Ерића кућа                                                                | Градско шеталиште 6       | 43.891259°N 20.349324°E / 43.891259, 20.349324 | Чачак                      |                 | Чачак           | КРАЉЕВО        |
| СК 1959 | Црква Рођења Пресвете Богородице у Горњим Бањанима                        | Црква Рођења Пресвете Богородице у Горњим Бањанима                        |                           | 44.101578°N 20.263847°E / 44.101578, 20.263847 | Горњи Бањани               |                 | Горњи Милановац | КРАЉЕВО        |
| СК 1960 | Центар за воћарство и виноградарство у Чачку                              | Центар за воћарство и виноградарство у Чачку                              | Краља Петра I             | 43.893648°N 20.345413°E / 43.893648, 20.345413 | Чачак                      |                 | Чачак           | КРАЉЕВО        |
| СК 1961 | Зграда уметничке галерије „Надежда Петровић”                              | Зграда уметничке галерије „Надежда Петровић”                              | Цара Душана 6             | 43.893768°N 20.348728°E / 43.893768, 20.348728 | Чачак                      |                 | Чачак           | КРАЉЕВО        |
| СК 2095 | Пошаљи фотографију                                                        | Зграда у Чачку у ул. Бате Јанковића бр. 44                                |                           |                                                | Чачак                      |                 | Чачак           | КРАЉЕВО        |
| СК 2097 | Спомен костурница погинулим ратницима 1912-1918. године на гробљу у Чачку | Спомен костурница погинулим ратницима 1912-1918. године на гробљу у Чачку | Лозничко брдо             | 43.87611°N 20.340649°E / 43.87611, 20.340649   | Чачак                      |                 | Чачак           | КРАЉЕВО        |
| СК 2100 | Пошаљи фотографију                                                        | Кућа Лазара Ристовића у Драгољу                                           |                           | 44.224413°N 20.450317°E / 44.224413, 20.450317 | Драгољ                     |                 | Горњи Милановац | КРАЉЕВО        |
| СК 2103 | Кућа Драгомира Поповића                                                   | Кућа Драгомира Поповића                                                   |                           | 43.593136°N 20.227111°E / 43.593136, 20.227111 | Свештица                   |                 | Ивањица         | КРАЉЕВО        |
| СК 2228 | Зграда Гимназије у Чачку                                                  | Зграда Гимназије у Чачку                                                  | Жупана Страцимира 1       | 43.893273°N 20.349938°E / 43.893273, 20.349938 | Чачак                      |                 | Чачак           | КРАЉЕВО        |
| СК 2237 | Зграда Соколског дома у Чачку                                             | Зграда Соколског дома у Чачку                                             | Цара Душана бб            | 43.894461°N 20.347591°E / 43.894461, 20.347591 | Чачак                      |                 | Чачак           | КРАЉЕВО        |